# We Like to Party! (The Vengabus)
We Like to Party! (The Vengabus) è un singolo dei Vengaboys del 1998.

## Descrizione
Scritta e prodotta da Wessel van Diepen e Dennis van den Driesschen, We Like to Party! (The Vengabus) è una traccia Eurodance dalla tonalità in La bemolle maggiore e con una ritmica di 136 battiti al minuto. Riferendosi a We Like to Party! (The Vengabus), William Cooper di AllMusic sostiene che ricorda Barbie Girl degli Aqua a causa del suo ritornello orecchiabile, la presenza di voci femminili e le ritmiche per sintetizzatore. Nel testo della canzone, la band afferma che si diverte a fare festa su un veicolo immaginario battezzato "Vengabus".

## Formazione
- Wessel van Diepen – produzione
- Dennis van den Driesschen – produzione